# Sovetskaya (Estação de Pesquisa Antártica)
Sovetskaya foi uma estação de pesquisa soviética na Terra Kaiser Guilherme II na Antártida que foi estabelecida em 16 de fevereiro de 1958 e fechada em 3 de janeiro de 1959.
A elevação da superfície foi inicialmente relatada como sendo de 3 570 metros; no entanto, mais tarde foi revisado para 3 662 metros. Alcançado em 16 de fevereiro de 1958 pela 3ª Expedição Antártica Soviética para o trabalho de pesquisa do Ano Geofísico Internacional, foi encerrado em 3 de janeiro de 1959. Seu ID de relatório da OMM era 89 557.